# Idaea fylloidaria
Idaea fylloidaria là một loài bướm đêm trong họ Geometridae.